# ایستگاه هوایی اندیا
ایستگاه هوایی اندیا (به انگلیسی: Andøya Air Station) یک فرودگاه نظامی و همگانی با کد یاتا ANX است که یک باند فرود آسفالت دارد و طول باند آن ۱۶۷۲ متر است. این فرودگاه در کشور نروژ قرار دارد و در ارتفاع ۱۳ متری از سطح دریا واقع شده است.